# Monschau
Monschau település Németországban, azon belül Észak-Rajna-Vesztfália tartományban. Lakosainak száma 11 895 fő (2023. december 31.). Monschau Simmerath és Schleiden községekkel határos.

## Történelem
1816 és 1971 között Monschau járási székhely volt.

## Közigazgatás
| - Höfen (2054 fő, mind 2006-ban) - Imgenbroich, Widdauval (2010 fő) - Kalterherberg, Ruitzhoffal (2432 fő) - Konzen, Rückschlag tanyával (2428 fő) - Monschau (1696 fő) - Mützenich (2237 fő) - Rohren (741 fő)) |

A város területén keresztül halad a Belgiumhoz tartozó Vennbahn útvonal.

## Itt születtek
- Elwin Bruno Christoffel (1829–1900), matematikus

## Népesség
A település népességének változása:
| Lakosok száma | 11 841 | 12 352 | 11 649 | 11 726 | 11 645 | 11 864 | 11 895 |
|               | 2014   | 2015   | 2017   | 2019   | 2021   | 2022   | 2023   |